# Бадья (приток Кобры)
Бадья — река в России, протекает в Нагорском районе Кировской области и в Койгородском районе Республики Коми. Устье реки находится в 231 км по правому берегу реки Кобра. Длина реки составляет 23 км.
Исток реки в Кировской области близ границы с Республикой Коми в 8 км к северо-востоку от посёлка Кобра (центр Кобринского сельского поселения). Река течёт на северо-запад по ненаселённому, частично заболоченному лесному массиву, перед устьем поворачивает на юго-запад. Русло сильно извилистое. Пересекает границу Кировской области и Коми. Впадает в Кобру в 55 км к юго-западу от села Койгородок.

## Данные водного реестра
По данным государственного водного реестра России относится к Камскому бассейновому округу, водохозяйственный участок реки — Вятка от истока до города Киров, без реки Чепца, речной подбассейн реки — Вятка. Речной бассейн реки — Кама.
Код объекта в государственном водном реестре — 10010300212111100030740.